# 作戰迷彩樣式
作戰迷彩樣式（OCP），原通稱“天蝎星W2”，是美国陆军于2015年采用的一种军用迷彩图案，用作美国陆军在陆军作战制服 (Army Combat Uniform) 上的主要迷彩图案。 该图案于2019年9月正式取代了美国陆军以前的通用型迷彩 (UCP)，成为大多数美国士兵的作战制服图案。该图案还取代了密切相关的 MultiCam多地形迷彩，这是以前用于部署到阿富汗的部队的图案。 
在与陆军士兵一起部署到阿富汗时穿着制服的飞行员的积极反馈后，美国空军还用 OCP 中的作战服取代了他们以前的空军作战制服（Airmen Battle Uniform）。 2019 年，它从空军转向到太空部队的美国太空部队人员使用。
最初的“天蠍星”樣式是由陆军Natick Labs和Crye Precision合资，在大约十年前作为「目標兵力戰士（Objective Force Warrior）计划的一部分开发的。Crye Precision 然后对其进行了修改以创建用于商业销售的MultiCam。 2014年7月，陆军宣布OCP在2015年夏天可供使用。
2015年4月上旬，陆军参谋长雷·奥迪埃诺（Ray Odierno）透露，OCP制服开始分发给前往阿富汗、伊拉克、欧洲和非洲之角的部署士兵。 OCP作战服 从2015年7月1日开始可供士兵使用。

## 背景

### 挑选过程

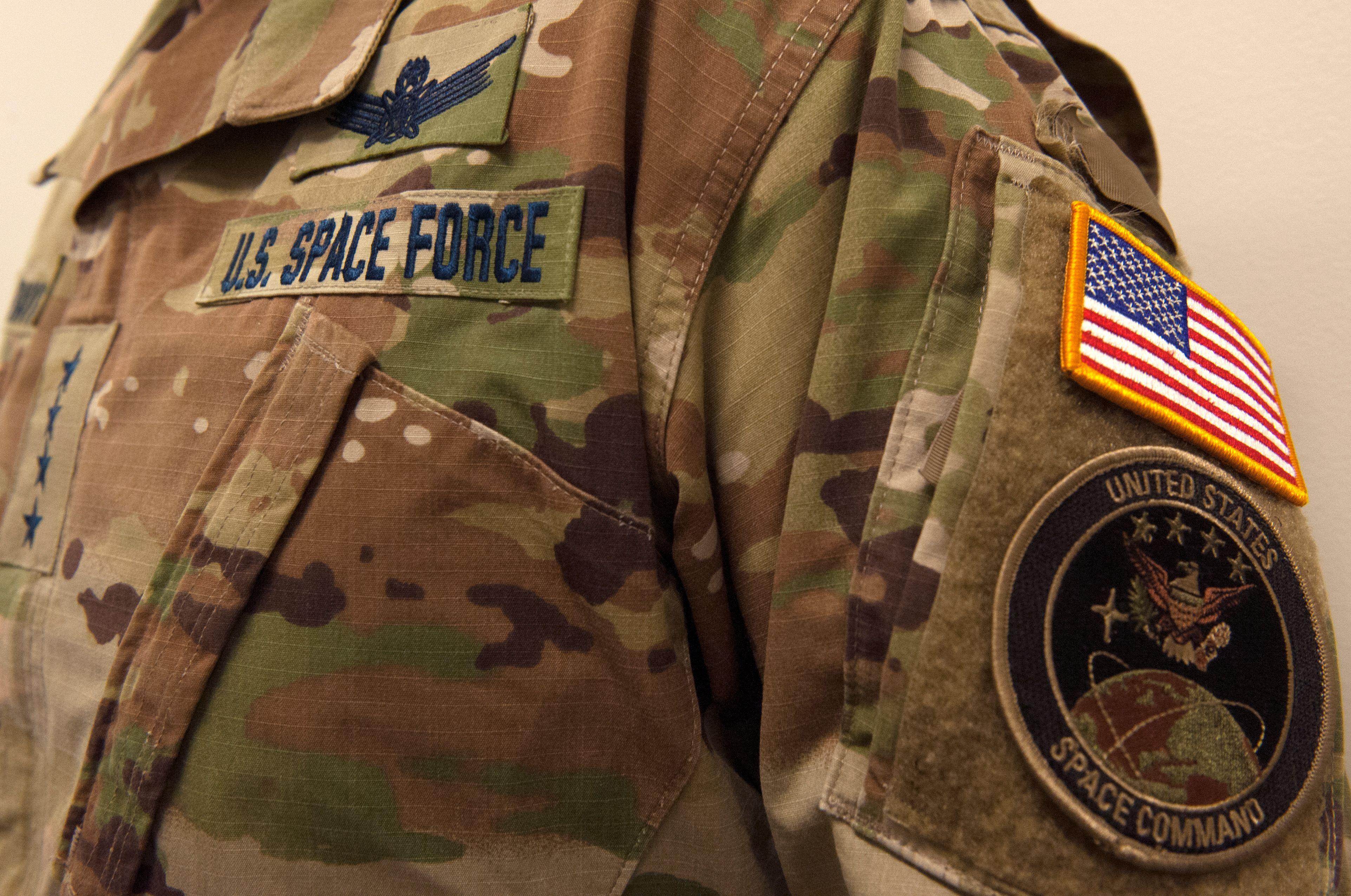
美国太空部队 OCP 制服

在2010年代初，美国陆军得出结论，UCP无法充分满足阿富汗多个地区的所有隐蔽需求。
2010年，美国陆军迷彩改进工作考虑了22种类的迷彩。 陆军将迷彩的类型淘汰到超过基准模式的五个迷彩类型，而Scorpion W2在陆军的内部提交中是其中之一（陆军后来撤回了他们的提交，留下了四家商业供应商）。 陆军第四阶段迷彩测试的决赛选手是 Crye Precision；ADS Inc. 和 Hyperstealth Inc.； 布鲁克伍德公司； 和 Kryptek Inc.
2014年国防授权法案（National Defence Act 或 NDAA）禁止任何军种采用在NDA之前尚未出现在库存中的新迷彩图案，除非它们让所有其他军种采用相同的图案。 因此，陆军不得不考虑美国国防部现有的迷彩樣式。
最初，陆军的首选模式是 Crye Precision开发的MultiCam樣式，但据称由于“印刷费”，导致商谈破裂。 Crye Precision 于 2002 年根据政府合同开发了原始的 Scorpion樣式。该模式于 2009 年由美国陆军纳蒂克士兵研究、开发和工程中心修改，并命名为 Scorpion W2樣式。 陆军拥有 Scorpion W2 的许可权，这降低了总体成本，并允许陆军选择将分发的迷彩只限制为服役人员。

### 推行

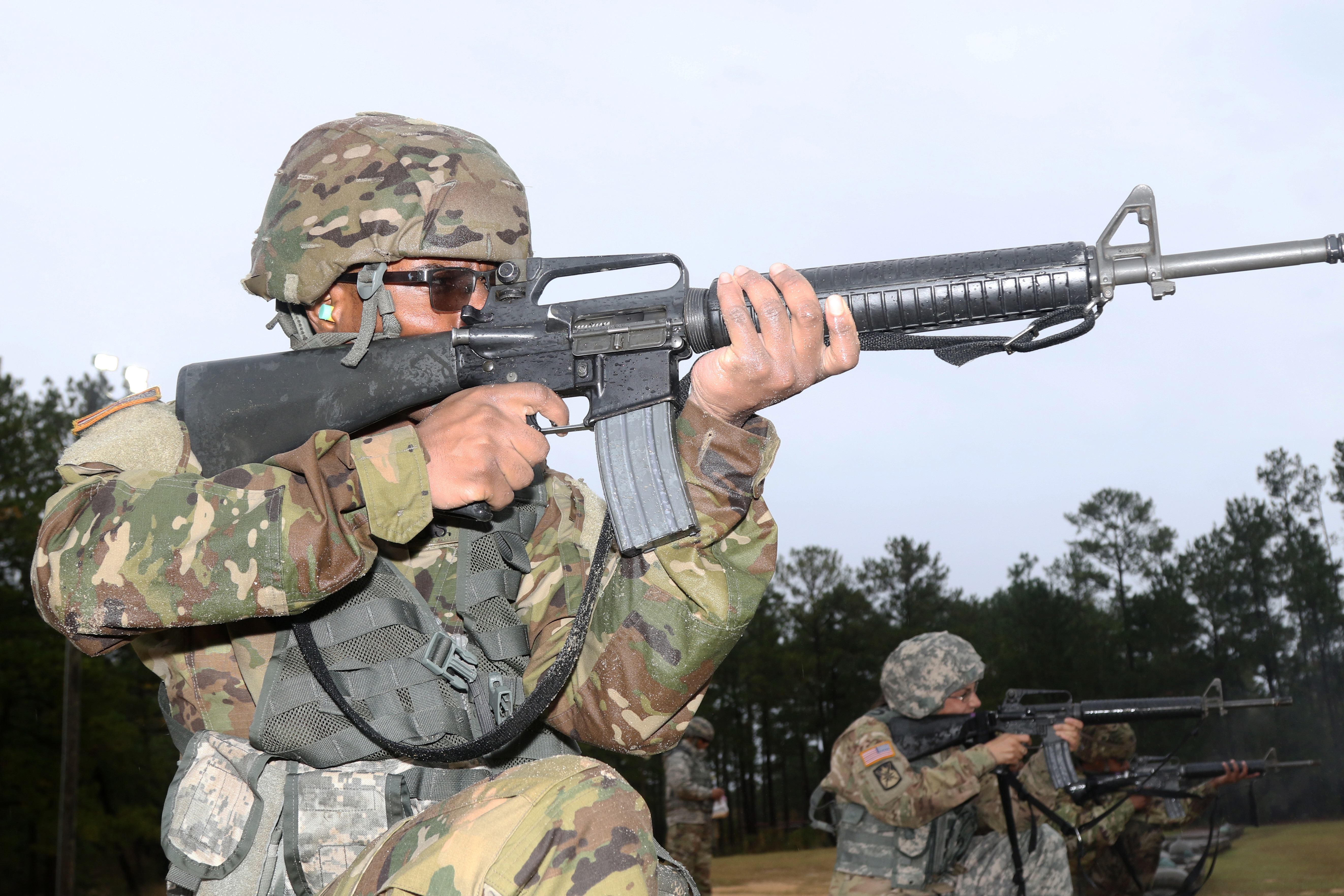
美国陆军士兵穿着 OCP 制服和传统的 UCP 设备，在射击场射击 M16A2。

以OCP为原型的ACU于2015年7月1日在美国本土和韩国的20个地点首次提供给美国陆军士兵，首日销售额超过140万美元。 更多装备在2015年晚些时候开始销售，尽管部署在现实世界任务中的士兵在此之前开始收到用OCP打印的制服和设备。 与OCP ACU一起穿的T恤和腰带的颜色是 棕褐色499，而不是以前制服的沙漠沙色，尽管士兵被允许继续穿旧颜色的T恤、腰带和靴子，直到2019年10月。之前的UCP和 MultiCam樣式中的防弹衣、背包和小袋将一直穿着，直到它们可以被OCP替换。
2018年5月14日，美国空军宣布所有飞行员将从空军作战服过渡到 OCP 制服。 从2018年10月1日起，飞行员被授权穿 OCP 制服。从2019年10月1日起，基础训练的新兵、空军预备役军官训练团和军官训练学校的学员获得OCP。所有飞行员都必须在2021年4月1日之前拥有OCP制服 。与陆军不同，空军使用棕色线来制作姓名带和军衔徽章，并且在任何时候而不是在部署时都贴有柔和的旗帜补丁。
美国太空部队也采用了OCP制服，但军衔和磁带采用海军蓝线。

## 使用者
- 黎巴嫩: 自2017年以来，黎巴嫩武装部队穿着美国陆军制造的OCP制服作为标准迷彩服。
- : 由KATUSA单位配穿。 最终取代 UCP 通用型迷彩。
- 乌克兰: 截至2022年，由美国武装部队提供的常规乌克兰武装部队和预备役人员使用。
- 美国：2015年以来美国陆军和2018年以来美国空军的标准迷彩。
  -  美国陆军
  -  美国空军
  -  美國太空軍
  -  美国海军 (个人增援对象)[10]

## 外部来源
- Hyperstealth: U.S. Army Scorpion Camouflage （页面存档备份，存于）